# Larentia apicata
Larentia apicata là một loài bướm đêm trong họ Geometridae.